# Molophilus trifibra
Molophilus trifibra är en tvåvingeart som beskrevs av Alexander 1954. Molophilus trifibra ingår i släktet Molophilus och familjen småharkrankar. Inga underarter finns listade i Catalogue of Life.